# Richard de Sayn-Wittgenstein-Berlebourg
Titre
6e prince de Sayn-Wittgenstein-Berlebourg
1944 – 13 mars 2017
(73 ans)
Richard de Sayn-Wittgenstein-Berlebourg, né le 29 octobre 1934 à Gießen et mort le 13 mars 2017 au château de Berleburg, est un entrepreneur allemand et le chef de la Maison de Sayn-Wittgenstein-Berlebourg de 1944 à sa mort. Il est le mari de la princesse Benedikte de Danemark et donc le beau-frère de la reine Margrethe II de Danemark.

## Biographie

### Famille
Richard de Sayn-Wittgenstein-Berlebourg (Richard Casimir Karl August Robert Konstantin Prinz zu Sayn-Wittgenstein-Berleburg), né le 29 octobre 1934 à Gießen, est l'aîné des cinq enfants du prince Gustave de Sayn-Wittgenstein-Berlebourg (1907-1944), chef de la maison de Sayn-Wittgenstein-Berlebourg et de la comtesse suédoise Margareta Fouché d'Otrante (1909-2005). Par sa mère, il est le petit-fils de Charles-Louis Fouché d'Otrante, 6e duc d'Otrante.

### Études
Le prince Richard effectue ses études primaires en Allemagne avant de fréquenter les internats des lycées de Viggbyholm et de Sigtuna en Suède. Il réussit son baccalauréat en 1955 et entreprend des études forestières à l'université de Göttingen, dont il est diplômé en 1962. Il parfait sa formation par une année de droit à Hanovre, puis effectue un stage de trois ans dans les forêts de l'État.

### Chef de sa maison
Le 29 novembre 1969, il devient chef de la maison de Sayn-Wittgenstein-Berlebourg lorsque son père est officiellement déclaré mort. Celui-ci, mort au combat, avait disparu en Russie en 1944 et Richard n'avait pas pu prendre le titre de prince immédiatement.
Devenu gentleman-farmer, il possède 39 000 ha de bois autour de Berleburg, ainsi que de nombreuses terres au Canada.

### Mort et funérailles
Le 13 mars 2017 Richard de Sayn-Wittgenstein meurt subitement, à l'âge de 82 ans, en sa résidence le château de Berleburg. Ses funérailles ont lieu le 21 mars suivant en l'église de Bad Berleburg,,. Parmi l'assistance figurent sa veuve, ses enfants et petits-enfants, la famille royale danoise, dont la reine Margrethe II, ainsi que plusieurs membres du Gotha, parmi lesquels le roi Constantin, la reine Anne-Marie de Grèce et leurs cinq enfants, le roi et la reine des Pays-Bas et la princesse Beatrix, la reine Silvia de Suède et sa fille Madeleine et également la princesse Märtha Louise de Norvège.

## Mariage et descendance
L'annonce officielle de ses fiançailles avec la princesse Benedikte de Danemark, seconde fille du roi Frédéric IX et de la reine Ingrid, a lieu le 28 mars 1967 à Copenhague. Richard et Benedikte se marient le 3 février 1968 en la chapelle du château de Fredensborg.
Ils ont eu trois enfants qui sont présents lors des grands événements de la famille royale danoise, : 
- S.A. le prince Gustav Frederik Philip Richard zu Sayn-Wittgenstein-Berlebourg, septième prince de Sayn-Wittgenstein-Berlebourg (né le 12 janvier 1969), qui épouse Carina Axelsson (1968) en 2022, dont postérité :
  - S.A. le prince Gustav Albrecht de Sayn-Wittgenstein-Berlebourg (né le 26 mai 2023 aux États-Unis) ;
  - S.A. la princesse Mafalda de Sayn-Wittgenstein-Berlebourg (née le 26 avril 2024 aux États-Unis)[8].
- S.A. la princesse Alexandra Rosemarie Ingrid Benedikte de Sayn-Wittgenstein-Berlebourg (née le 20 novembre 1970), qui épouse le comte Jefferson-Friedrich von Pfeil und Klein-Ellguth (1998), le couple divorce en 2017. Le 18 mai 2019, la princesse Alexandra épouse en secondes noces le comte Michael Preben Ahlefeldt-Laurvig-Bille. Enfants de la princesse Alexandra et de son premier époux :
  - Comte Friedrich Richard Oscar Jefferson von Pfeil und Klein-Ellguth (né le 14 septembre 1999) ;
  - Comtesse Ingrid Alexandra Irma Astrid Benedikte von Pfeil und Klein-Ellguth (née le 16 août 2003) ;
- S.A. la princesse Nathalie Xenia Margarete Benedikte de Sayn-Wittgenstein-Berlebourg (née le 2 mai 1975), qui épouse civilement (2010) puis religieusement (2011) Alexander Johanssmann, le couple divorce en 2022, dont postérité :
  - Konstantin Gustav Heinrich Richard Johanssmann (né le 24 juillet 2010) ;
  - Louisa Margareta Benedikte Hanna Johanssmann (née le 28 janvier 2015 à Bad Berleburg).

Ses enfants portent la qualification d'altesse au Danemark, qui est au-dessus de celle d'altesse sérénissime à laquelle ont droit les membres de la famille de Sayn-Wittgenstein-Berlebourg.

## Distinctions

### Décorations
- Ordre de l'Éléphant (1968) ( Danemark)
- Ordre royal de l'Étoile polaire ( Suède)
- Ordre du Mérite de la République fédérale d'Allemagne ( Allemagne)
- Ordre d'Isabelle la Catholique ( Espagne)

## Ascendance
|  |                                                                                        |  |  |  |  |  |  |  |  |  |  |  |  |
|  | 8. Gustav zu Sayn-Wittgenstein-Berleburg                                               |  |  |  |  |  |  |  |  |  |  |  |  |
|  |                                                                                        |  |  |  |  |  |  |  |  |  |  |  |  |
|  |                                                                                        |  |  |  |  |  |  |  |  |  |  |  |  |
|  | 4. Richard de Sayn-Wittgenstein-Berlebourg                                             |  |  |  |  |  |  |  |  |  |  |  |  |
|  |                                                                                        |  |  |  |  |  |  |  |  |  |  |  |  |
|  |                                                                                        |  |  |  |  |  |  |  |  |  |  |  |  |
|  | 9. Maria Franziska von Gemmingen-Hornberg                                              |  |  |  |  |  |  |  |  |  |  |  |  |
|  |                                                                                        |  |  |  |  |  |  |  |  |  |  |  |  |
|  |                                                                                        |  |  |  |  |  |  |  |  |  |  |  |  |
|  | 2. Gustave de Sayn-Wittgenstein-Berlebourg (5e prince de Sayn-Wittgenstein-Berlebourg) |  |  |  |  |  |  |  |  |  |  |  |  |
|  |                                                                                        |  |  |  |  |  |  |  |  |  |  |  |  |
|  |                                                                                        |  |  |  |  |  |  |  |  |  |  |  |  |
|  | 10. Alfred de Löwenstein-Wertheim-Freudenberg                                          |  |  |  |  |  |  |  |  |  |  |  |  |
|  |                                                                                        |  |  |  |  |  |  |  |  |  |  |  |  |
|  |                                                                                        |  |  |  |  |  |  |  |  |  |  |  |  |
|  | 5. Madeleine de Löwenstein-Wertheim-Freudenberg                                        |  |  |  |  |  |  |  |  |  |  |  |  |
|  |                                                                                        |  |  |  |  |  |  |  |  |  |  |  |  |
|  |                                                                                        |  |  |  |  |  |  |  |  |  |  |  |  |
|  | 11. Pauline von Reichenbach-Lessonitz                                                  |  |  |  |  |  |  |  |  |  |  |  |  |
|  |                                                                                        |  |  |  |  |  |  |  |  |  |  |  |  |
|  |                                                                                        |  |  |  |  |  |  |  |  |  |  |  |  |
|  | 1. Richard de Sayn-Wittgenstein-Berlebourg                                             |  |  |  |  |  |  |  |  |  |  |  |  |
|  |                                                                                        |  |  |  |  |  |  |  |  |  |  |  |  |
|  |                                                                                        |  |  |  |  |  |  |  |  |  |  |  |  |
|  | 12. Gustave Armand Fouché                                                              |  |  |  |  |  |  |  |  |  |  |  |  |
|  |                                                                                        |  |  |  |  |  |  |  |  |  |  |  |  |
|  |                                                                                        |  |  |  |  |  |  |  |  |  |  |  |  |
|  | 6. Charles-Louis Fouché d'Otrante                                                      |  |  |  |  |  |  |  |  |  |  |  |  |
|  |                                                                                        |  |  |  |  |  |  |  |  |  |  |  |  |
|  |                                                                                        |  |  |  |  |  |  |  |  |  |  |  |  |
|  | 13. Therese von Stedingk                                                               |  |  |  |  |  |  |  |  |  |  |  |  |
|  |                                                                                        |  |  |  |  |  |  |  |  |  |  |  |  |
|  |                                                                                        |  |  |  |  |  |  |  |  |  |  |  |  |
|  | 3. Margareta Fouché d'Otrante (en)                                                     |  |  |  |  |  |  |  |  |  |  |  |  |
|  |                                                                                        |  |  |  |  |  |  |  |  |  |  |  |  |
|  |                                                                                        |  |  |  |  |  |  |  |  |  |  |  |  |
|  | 14. Louis Douglas                                                                      |  |  |  |  |  |  |  |  |  |  |  |  |
|  |                                                                                        |  |  |  |  |  |  |  |  |  |  |  |  |
|  |                                                                                        |  |  |  |  |  |  |  |  |  |  |  |  |
|  | 7. Madeleine Douglas                                                                   |  |  |  |  |  |  |  |  |  |  |  |  |
|  |                                                                                        |  |  |  |  |  |  |  |  |  |  |  |  |
|  |                                                                                        |  |  |  |  |  |  |  |  |  |  |  |  |
|  | 15. Anne Ehrensvärd                                                                    |  |  |  |  |  |  |  |  |  |  |  |  |
|  |                                                                                        |  |  |  |  |  |  |  |  |  |  |  |  |
|  |                                                                                        |  |  |  |  |  |  |  |  |  |  |  |  |